# Арлетти

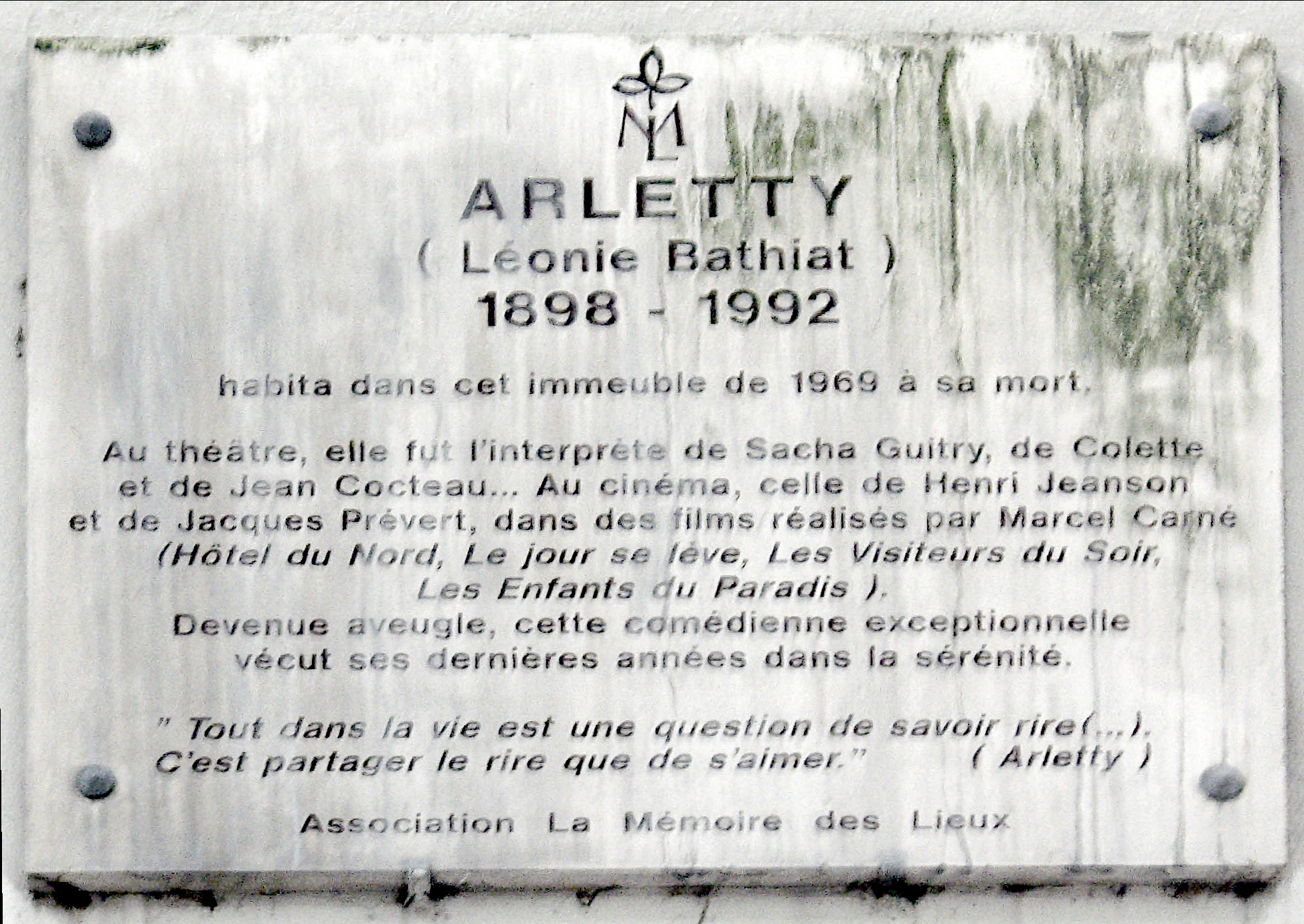
Памятная табличка на доме, где Арлетти провела последние годы жизни

Арлетти́ (фр. Arletty — псевдоним; настоящее имя Леони́ Батия́, фр. Léonie Bathiat; 15 мая 1898, Курбевуа, деп. О-де-Сен — 23 июля 1992, Париж) — французская актриса театра и кино, певица, модель.

## Биография
Родилась в парижском пригороде, в семье водителя трамваев и прачки. Была работницей на фабрике, машинисткой в конторе, манекенщицей. Сценическую деятельность начала в 1920 году в парижском «Театре капуцинов». Выступала как певица в музыкальных ревю, мюзик-холле. Была моделью живописцев Мари Лорансен, Кееса ван Донгена, Моисея Кислинга.
В кино с 1930 года. Играла в картинах режиссёров «поэтического реализма». Наиболее значительные роли Арлетти сыграла в фильмах кинорежиссёра Марселя Карне: Раймонда в кинодраме «Северный отель» (1938), Клара в «поэтическом» фильме «День начинается» (1939), Доминик в «Вечерних посетителях» (1942), Гаранж в романтической драме «Дети райка» (1944), Бланш ле Гарег в картине «Воздух Парижа» (1954). Искусству Арлетти была свойственна поэтичность, ироничность, яркий артистизм, непосредственность, тонкий психологизм и нюансировка характера.
После Второй мировой войны обвинялась в коллаборационизме за связь с немецким офицером Хансом Юргеном Зерринга, командиром парижского отделения Германских Военно-Воздушных сил. Благодаря этой связи она вместе с Саша Гитри добилась во время оккупации освобождения Тристана Бернара. Была осуждена и 4 месяца провела сначала в концлагере Дарси, затем в тюрьме Френа. На суде она оправдывала себя так: «Мое сердце французское, но зад - интернациональный». На вопросы в том, как она посмела общаться с немцами, она отвечала: «Не надо было их сюда пускать», — чем вызывала пароксизмы ярости у спрашивавших. Несчастную судьбу Арлетти разделили многие знаменитости: Коко Шанель, Серж Лифарь, Саша Гитри и другие.
В 1944 году переведена под домашний арест, и в течение трёх лет Арлетти было запрещено сниматься в кино. Арлетти не пустили на премьеру фильма «Дети райка», в котором актриса сыграла главную роль.

## Послевоенный период
В 1949 году Арлетти возвращается в театр. Во французской премьере пьесы Теннеси Уильямса «Трамвай Желание», под руководством Жана Кокто, она играет роль Бланш Дюбуа. Чтобы избежать ассоциаций с прошлым, последнюю реплику ее персонажа: «J’ai toujours suivi les étrangers» («Я всегда зависела от иностранцев») меняют на: «J’ai toujours suivi les inconnus» («Я всегда зависела от незнакомцев»).
В 1952 году после относительно успешного периода, Арлетти теряет зрение в левом глазу в результате несчастного случая. С тех пор актриса живет в Бель-Иль на побережье Бретани. В 1956 году[уточнить] она входила в состав жюри Каннского кинофестиваля. Там Анри Матисс[уточнить] воспользовался возможностью, чтобы написать ее портрет[уточнить].
В 1954 году актриса принимает участие в киноверсии произведения Жана Поля Сартра «За закрытыми дверями». Ее последними появлениями в кино были в роли в фильмах «Самый длинный день» (1962) и «Поездка в Биарриц» (1963), где Арлетти снялась с Фернанделем. В дальнейшем озвучивала фильмы как диктор.
В 1966 году, почти слепая, Арлетти в последний раз выходит на сцену в пьесе Жана Кокто «Священные чудовища» (Les monstres sacrés).
В 1981 году в честь знаменитой актрисы была учреждена Премия Арлетти. Сама Арлетти председательствовала на церемонии награждения ее имени до самой смерти. Среди победителей — актрисы Забу Брайтман, Изабель Карре и Доминик Блан. В состав жюри премии входили звезды театра и кино — Пьер Ардити, Жерар Депардье, Джеки Сарду, Мишлин Прель, а также актер и режиссер Робер Оссейн.
После смерти Арлетти в 1992 году ее тело было кремировано, а прах погребен на кладбище Фовелль в ее родном городе Курбевуа.

## Память
По распространённому во Франции мнению, персонажу Арлетти в фильме «Северный отель» (Hôtel du Nord; 1938) принадлежит самая знаменитая реплика французского кино: «Atmosphère, atmosphère! Est-ce que j’ai une gueule d’atmosphère?» (с довоенным парижским прононсом, вот так: Atmosphaère).
В 1995 году правительство Франции выпустило ограниченную серию монет в ознаменование столетия кинематографа, которая включала в себя монету в 100 франков с изображением Арлетти.
В 2014 году французский режиссер Арно Селиньяк снял фильм «Арлетти. Преступная страсть» (Arletty, une passion coupable). Роль Арлетти исполнила Летиция Каста.

## Полная фильмография

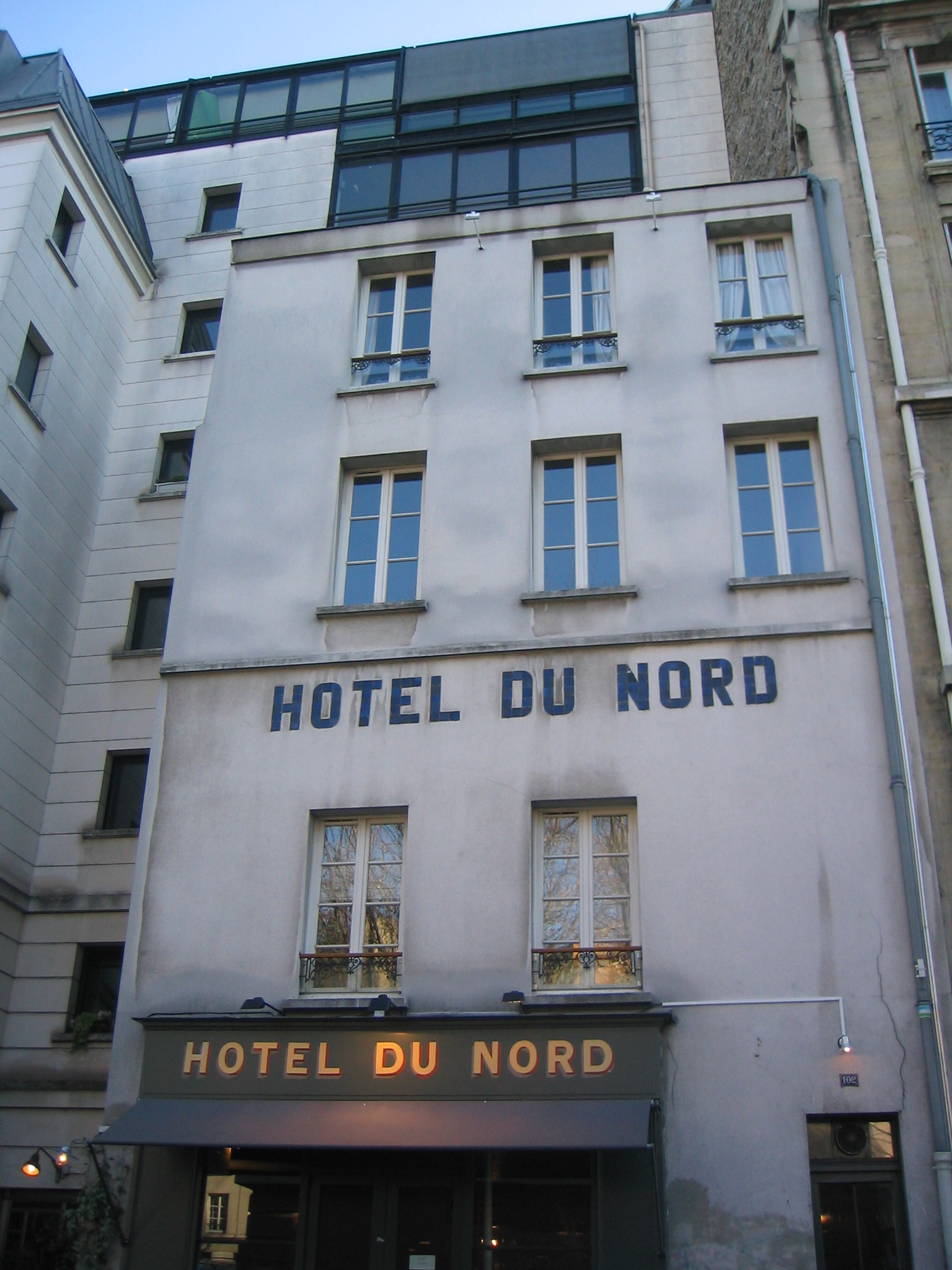
Студийные декорации для фильма «Северный отель» были срисованы с этого здания на набережной Жеммап канала Сен-Мартен в Париже

- 1930 — / fr:La Douceur d'aimer, реж. fr:René Hervil
- 1931 — / fr:Un chien qui rapporte, реж. fr:Jean Choux
- 1932 — / fr:Enlevez-moi, реж. fr:Léonce Perret
- 1932 — / fr:Une idée folle, реж. fr:Max de Vaucorbeil
- 1932 — / La Belle Aventure, реж. fr:Reinhold Schunzel и fr:Roger Le Bon
- 1933 — / fr:Je te confie ma femme, реж. fr:René Guissart
- 1933 — / fr:Le Voyage de Monsieur Perrichon, реж. fr:Jean Tarride
- 1933 — / fr:Un soir de réveillon, реж. fr:Karl Anton
- 1933 — / fr:La Guerre des valses, реж. fr:Ludwig Berger, fr:Raoul Ploquin
- 1934 — Пансион «Мимоза» / fr:Pension Mimosas, реж. Жак Фейдер
- 1934 — / Le Vertige, реж. fr:Paul Schiller
- 1935 — / fr:La Garçonne, реж. fr:Jean de Limur
- 1935 — / fr:Amants et voleurs, реж. fr:Raymond Bernard
- 1935 — / La Fille de madame Angot, реж. fr:Jean-Bernard Derosne
- 1935 — / fr:Aventure à Paris, реж. Марк Аллегре
- 1936 — / fr:Le Mari rêvé, реж. fr:Roger Capellani
- 1936 — / Faisons un rêve, реж. Саша Гитри
- 1936 — / Messieurs les ronds de cuir, реж. fr:Yves Mirande
- 1936 — / fr:Feu la mère de madame, реж. fr:Germain Fried
- 1936 — / fr:Mais n'te promène donc pas toute nue, реж. fr:Léo Joannon
- 1937 — / fr:Mirages или Si tu m’aimes, реж. fr:Alexandre Ryder
- 1937 — / fr:Désiré, реж. Саша Гитри
- 1937 — / fr:Aloha, le chant des isles, реж. fr:Léon Mathot
- 1937 — / fr:Les Perles de la couronne, реж. Саша Гитри и Кристиан-Жак
- 1938 — Северный отель / fr:Hôtel du Nord, реж. Марсель Карне — Раймонда, проститутка
- 1938 — / fr:La Chaleur du sein, реж. Jean Boyer
- 1938 — fr:Le Petit Chose, реж. fr:Maurice Cloche
- 1939 — Circonstances atténuantes, реж. Jean Boyer
- 1939 — / fr:Fric-Frac, реж. Клод Отан-Лара и fr:Maurice Lehmann
- 1939 — День начинается / Le Jour se lève, реж. Марсель Карне
- 1940 — / Tempête, реж. fr:Dominique Bernard-Deschamps
- 1941 — / Madame Sans-Gêne, реж. fr:Roger Richebé
- 1942 — / Boléro, реж. Jean Boyer
- 1942 — / fr:Les Visiteurs du soir, реж. Марсель Карне
- 1942 — / fr:L'Amant de Bornéo, реж. fr:Jean-Pierre Fzydeau и fr:René Le Hénaff
- 1942 — / fr:La femme que j'ai le plus aimée, реж. fr:Robert Vernay
- 1942 — / fr:La Loi du 21 juin 1907, реж. Саша Гитри
- 1943 — Дети райка 1-я часть / Les Enfants du paradis — Le boulevard du crime, реж. Марсель Карне
- 1943 — Дети райка 2-я часть / Les Enfants du paradis — L’homme en blanc, реж. Марсель Карне
- 1948 — / fr:La Fleur de l'âge, реж. Марсель Карне, — незаконченный фильм
- 1948 — / Madame et ses peaux-rouges (Buffalo Bill et la bergère), реж. fr:Serge T. de Laroche, — незаконченный фильм
- 1949 — Портрет убийцы / Portrait d’un assassin, реж. fr:Bernard-Roland — Марта
- 1950 — / Georges Braque — док., реж. fr:André Bureau
- 1951 — / fr:L'Amour, Madame реж. Жиль Гранжье
- 1951 — / Gibier de potence, реж. fr:Roger Richebé
- 1953 — / fr:Le Père de Mademoiselle, реж. fr:Marcel L'Herbier и fr:Robert-Paul Dagan
- 1954 — Большая игра / Le Grand Jeu, реж. Роберт Сьодмак
- 1954 — За запертой дверью / Huis clos, реж. Жаклин Одри — Инес
- 1954 — / fr:L'Air de Paris, реж. Марсель Карне
- 1956 — / fr:Mon curé chez les pauvres, реж. fr:Henri Diamant-Berger
- 1956 — / fr:Vacances explosives, реж. fr:Christian Stengel
- 1957 — / fr:Le Passager clandestin, реж. fr:Ralph Habib
- 1958 — / fr:Et ta sœur, реж. fr:Maurice Delbez
- 1958 — / fr:Un drôle de dimanche, реж. Марк Аллегре
- 1958 — / Maxime, реж. Анри Верней
- 1959 — / fr:Paris la belle — док., реж. fr:Pierre Prévert и fr:Marcel Duhamel
- 1960 — / fr:Les Primitifs du XIIIè — док., реж. fr:Pierre Guilbaud
- 1961 — / fr:Les Petits Matins или fr:Mademoiselle stop, реж. fr:Jacqueline Audry
- 1962 — / fr:La Loi des hommes, реж. Шарль Жерар
- 1962 — / fr:La Gamberge, реж. fr:Norbert Carbonnaux
- 1962 — Самый длинный день / The Longest Day, реж. fr:Ken Annakin и fr:Andrew Marton
- 1962 — / fr:Tempo di Roma, реж. fr:Denys de La Patellière
- 1962 — Путешествие в Биарриц / fr:Le Voyage à Biarritz, реж. fr:Gilles Grangier
- 1967 — / fr:Dina chez les rois — док., реж. Доменик Делуш
- 1977 — / Jacques Prévert — док., реж. fr:Jean Desvilles
- 1985 — / fr:Carné, l'homme à la caméra — док., реж. Кристиан-Жак

### Автобиография
- Arletty: La Défense, Éditions de la Table ronde, Paris, 1971.